# 팬 픽션

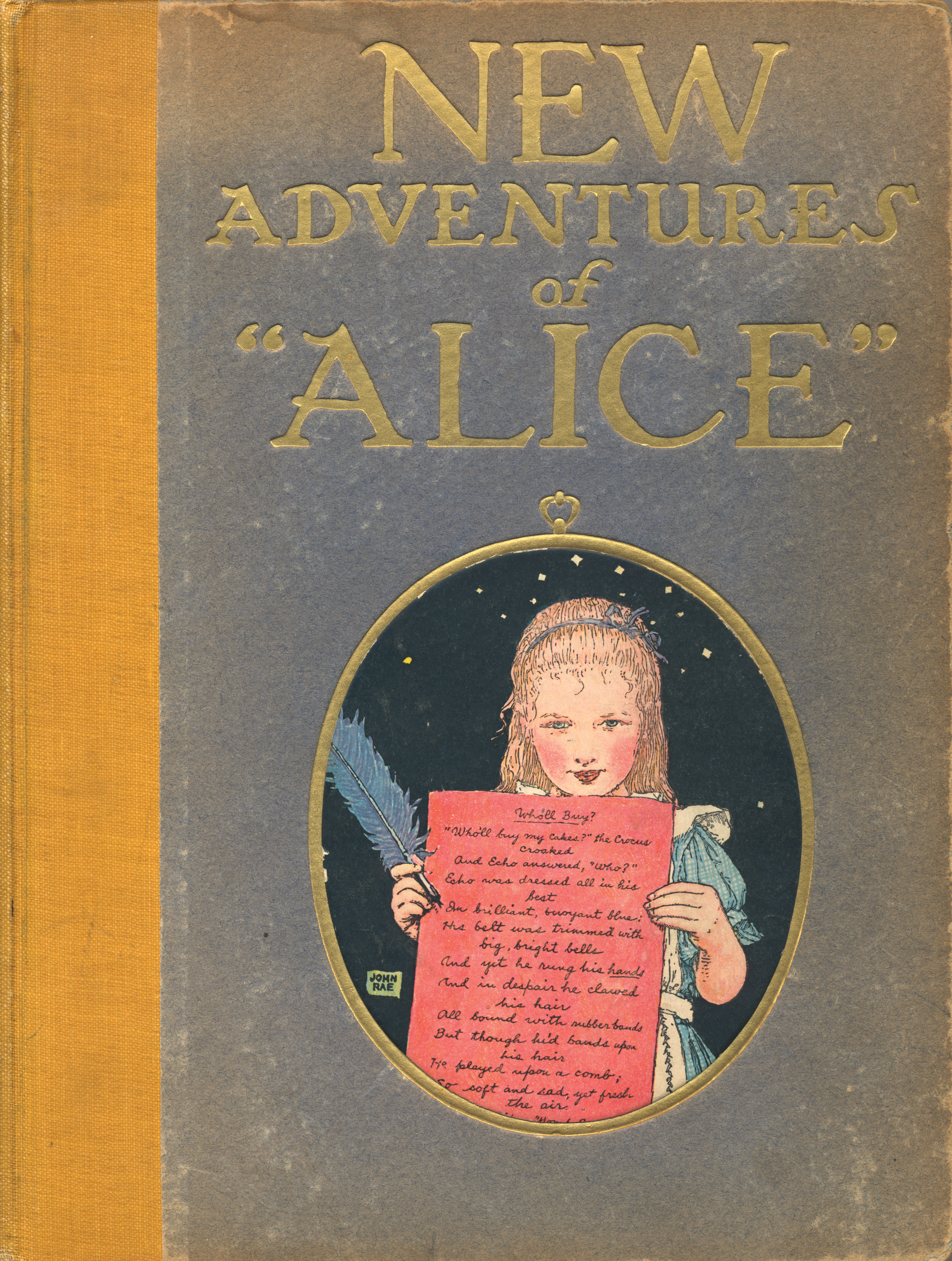
앨리스의 새로운 모험(1917), 초기 패스티시 또는 팬 픽션인 존 래의 작품

팬 픽션(Fan Fiction)은 팬 문화의 일환으로, 팬(Fan)이 만들어 낸 허구(Fiction)이다. 줄여서 팬픽이라고 부른다.

## 개요
팬 픽션은 크게 특정 작가 또는 작품의 팬이 그 작품의 기본 설정과 정보를 기반으로 자신이 원하는 픽션을 창작하는 일, 또는 특정 인물의 팬이 그 인물을 픽션 내에 등장시키는 일로 나뉜다.
전자의 경우는 대부분 그 목적이 비영리적이며 해당 작가 또는 작품의 인기를 나타내는 척도이므로 원작자가 수용하는 경우가 많다. 후자의 경우 아이돌 스타의 팬 사이트에 게재하는 경우가 많으며, 특히 남성 아이돌의 경우 야오이의 형태로 된 것이 많다.
팬의 작업이 글로 되어 있으면 팬 픽션, 그림이나 영상물이면 팬아트(Fan Art)라 부른다. 비디오는 팬비드(Fanvid)라고 부르기도 한다. 그 외에 팬이 하는 작업으로는 공예(프라모델 등), 코스프레 등이 있다.

## 역사
팬 픽션의 시초로는 1967년부터 스타 트렉의 팬들이 발행한 잡지인 《스팍카날리아》(Spockanalia)에 실린 소설을 꼽는다.

## 대한민국의 팬 픽션
대한민국에서 팬 픽션은 주로 아이돌 가수 등의 연예인에 집중되어 있는데, 1995년 H.O.T.의 팬 픽션이 그 시초로 알려져 있다. 2010년대에 들어서는 상황문답, 빙의글, 조각글, 썰 등 여러 가지 형태로 변형되어 널리 창작되고 있다. 인터넷 소설 커뮤니티에서도 팬 픽션 종류가 상당수를 차지하고 있을 정도이다.
남성 간 동성애가 소재인 팬 픽션이 다수로, 특정한 아이돌 그룹 안에서 관습처럼 커플로 엮이는 두 사람의 쌍인 ‘공식커플’을 소재로 창작되는데, 둘 사이에 정해진 공수(攻受)의 역할을 바꾸거나 새로운 커플을 정하여 쓰이기도 한다. 동성끼리의 관계를 다룬다는 것을 해당 연예인에게 쉽게 드러내기 힘들다는 점 때문에, 팬 픽션의 향유층은 팬 픽션 문화를 ‘음지문화’로 지칭하기도 한다.
팬 픽션의 긍정적 기능으로는 팬이 특정 멤버에게 지니는 환상을 표출시킨다는 것이 있다. 수위가 높아 청소년에게 유해한 작품도 있으나, 이들이 거의 별다른 제재 없이 '강한문답', '19문답', '수위문답' 등으로 퍼진다는 것은 부정적 기능이다.
일반적으로 팬 픽션을 쓰는 방법은 널리 쓰이는 러브라인의 전개 방식을 창작자 자신이 좋아하는 연예인에 대입시켜 쓰는 것이므로 간단하다. 동성 간의 연애를 다룰지 이성 간의 연애를 다룰지 결정하고, 로맨스나 공포물과 같이 분야를 정한 뒤, 집필한 내용을 인터넷의 개인 블로그나 팬 사이트에 연재하거나 텍스트 파일 형식(txt)으로 올리면 된다. 인터넷 소설의 특징과 같이 인터넷에 자신이 쓴 글을 올리는 것이기 때문에, 작가가 되는 문턱이 낮아져 한 팬덤에서도 하루에 수십 또는 수백 개의 팬 픽션이 업로드된다.

## 같이 보기
- 캐논 (창작물)
- 데이터베이스 소비
- 팬덤
- 파스티슈
- 헨리 젠킨스